# Stazione di Bagnacavallo
La stazione di Bagnacavallo è una stazione ferroviaria posta sulla linea Castelbolognese-Ravenna. Serve il centro abitato di Bagnacavallo, in provincia di Ravenna. Attualmente è controllata da RFI.

## Movimento
La stazione è servita da treni regionali svolti da Trenitalia Tper nell'ambito del contratto di servizio stipulato con la regione Emilia-Romagna.
Al 2007, l'impianto risultava frequentato da un traffico giornaliero medio di circa 210 persone.
A novembre 2019, la stazione risultava frequentata da un traffico giornaliero medio di circa 756 persone (365 saliti + 391 discesi).

## Servizi
La stazione è classificata da RFI nella categoria bronze.
È presente una biglietteria automatica e una sala d'aspetto.